# Condado de Elbląg
Nota linguística: Não confundir hrabstwo (condado) com powiat (divisão administrativa)..
Elbląg (polaco: powiat elbląski) é um powiat (condado) da Polónia, na voivodia de Vármia-Masúria. A sede é a cidade de Elbląg. Estende-se por uma área de 1430,55 km², com 56 434 habitantes, segundo os censos de 2005, com uma densidade 39,45 hab/km².

## Divisões admistrativas
O condado possui:
Comunas urbana-rurais: Młynary, Pasłęk, Tolkmicko
Comunas rurais: Elbląg, Godkowo, Gronowo Elbląskie, Markusy, Milejewo, Rychliki
Cidades: Młynary, Pasłęk, Tolkmicko

## Demografia
População (dados de 30 de Junho de 2005):
|          | Total   | Total | Mulheres | Mulheres | Homens  | Homens |
| -------- | ------- | ----- | -------- | -------- | ------- | ------ |
|          | pessoas | %     | pessoas  | %        | pessoas | %      |
| Total    | 56 434  | 100   | 28 415   | 50,4     | 28 019  | 49,6   |
| Cidades  | 16 808  | 100   | 8717     | 51,9     | 8091    | 48,1   |
| Povoados | 39 626  | 100   | 19 698   | 49,7     | 19 928  | 50,3   |